# Radek Chalupa (programátor)
Radek Chalupa (* 1962) je český programátor, autor knih o programování, nyní také lektor a konzultant v oblasti software.
Prošel od děrných štítků a sálových počítačů programováním v jazycích Fortran, Cobol, Pascal, C a C++ až po dnešní praxi ve Visual C++ .NET, zná rozhraní Win32 API a programátorské knihovny MFC a VCL. Dlouhodobě pracoval ve firmách MTTÚ (pozdější SPT Telecom) či ZZNET Praha.

## Publikace
Publikoval odborné články a seriály například na serverech na Živě.cz nebo builder.cz.

### Knihy
- Programování:
  - Programování v GDI+ v příkladech; nakladatelství BEN - technická literatura, 2007, ISBN 978-80-7300-217-6
  - Programování COM objektů, ActiveX a Win32 aplikací s využitím knihovny ATL; nakladatelství BEN - technická literatura, 2006, ISBN 80-7300-197-7
  - 1001 tipů a triků pro Visual C++ – nakladatelství Computer Press, 2003, ISBN 80-7226-842-2

- Ostatní:
  - Fotografie, hudba a video ve Windows XP - nakladatelství Computer Press. a.s., 2005, ISBN 80-7226-931-3